# Louis Delaprée
Louis Marie Joseph Delaprée (Nord-Sur-Erdre, 29 de abril de 1902-cerca de Guadalajara, 8 de diciembre de 1936) fue un reportero francés, muerto en el transcurso de la guerra civil española cuando trabajaba para el diario Paris-Soir. Fue sustituido como reportero por Antoine de Saint-Exupéry.

## Biografía

### Guerra civil española
Durante su estancia española tiene desavenencias con su diario Paris-Soir acerca de la ausencia de algunos artículos que enviaba sobre los bombardeos de Madrid, especialmente por uno en el que denunciaba la matanza de mujeres y niños bajo el título, prestado de Emile Zola, J'accuse. Una de sus últimas crónicas acababa así:

El Cristo ha dicho: Perdonadlos, porque no saben lo que hacen. Me parece que después de la matanza de los inocentes de Madrid, debemos decir nosotros: "No los perdonéis, pues ellos [los "nacionales"] saben lo que hacen"

En una trágica ironía del destino, Delaprée murió el 8 de diciembre de 1936 cuando el avión en que viajaba, un Potez 54 adscrito a la embajada de Francia en Madrid que se dirigía a Toulouse, fue ametrallado por un caza republicano que lo derribó cerca de Guadalajara. Los otros pasajeros sólo resultaron heridos, pero él recibió un balazo mortal en el vientre y otro en la ingle. El piloto del caza republicano, un ruso, confundió el avión con uno del bando sublevado. Poco antes de coger el avión le dijo a Arturo Barea que “iba a tener unas palabras serias con sus amigos del Quai d'Orsay sobre la conducta abiertamente fascista del consulado francés: Odio la política, como usted sabe, pero yo soy un hombre liberal y un humanista”.
Paul Preston da otra versión sobre el derribo del avión y afirma que fue abatido por baterías antiáreas de origen desconocido. Su amigo Martin Minchom corresponsal del lado inglés al cabo de los años publica sus obras biográficas recopiladas bajo el título Mort en Espagne (Muerte en España).
Por su parte, Mijail Koltsov, corresponsal del Pravda soviético durante los meses iniciales de la guerra, llamado también el "hombre de Stalin en España", da otra versión, aparecida en su libro "Diario de la guerra de España". 
En la entrada correspondiente al día 9 de diciembre de 1936, afirma lo siguiente: "Ayer los cazas fascistas atacaron un avión de pasajeros francés de la sociedad Air-France y lo derribó. Abordo del avión iban Delaprée y Châteaux". Más adelante pone en boca del propio Delaprée, poco antes de morir en el hospital, su propia versión. Les estuvo siguiendo un caza, que pudo ver claramente la enseña del avión de pasajeros, despareció unos instantes y entonces "por debajo a través del piso y de la cabina, empezaron a penetrar balas".